# La famiglia Claus 2
La famiglia Claus 2 (De Familie Claus 2) è un film del 2021 diretto da Ruben Vandenborre.
È il seguito del film del 2020 La famiglia Claus.

## Trama
Qual è il lavoro che deve svolgere Babbo Natale? Consegnare regali. Quando però il nonno Noël lascia a suo nipote Jules le redini quest'ultimo riceverà una lettera da parte di una bambina con uno strano desiderio per Natale.

## Distribuzione
Il film è stato distribuito sulla piattaforma Netflix dall'8 novembre 2022.